# Sinterklaasjournaal (2023)
Het Sinterklaasjournaal in 2023 was het drieëntwintigste seizoen van het Sinterklaasjournaal en werd gepresenteerd door Dieuwertje Blok. De intocht vond plaats in Gorinchem.

## Verhaallijn
Voorafgaand aan de start van dit seizoen van het Sinterklaasjournaal werd de talkshow Speculasies uitgezonden. In deze talkshow werd ingegaan op de speculatie dat Dieuwertje Blok zou stoppen met presenteren. Met de eerste uitzending van het Sinterklaasjournaal bleek dat de geruchten rondom haar vertrek op onwaarheden berustten en dat Dieuwertje Blok net zoals voorgaande seizoenen de presentatie op zich heeft genomen.
Rachel peilt de situatie in Gorinchem waar Sinterklaas dit jaar zal aankomen. Ze vertelt iets over de uitvinder van de lantaarnpaal, die uit Gorinchem zou komen.
Jeroen rijdt naar het grote pietenhuis om schilderijtjes af te leveren als cadeau voor de Sint. Dan blijkt dat het pietenhuis al in gebruik is door een ander programma. Waar Sinterklaas moet verblijven dit jaar blijft nog een mysterie.
In de eerste uitzending legt Diewertje ook al contact met de stoomboot. Zowel Wellespiet als de Hoofdpiet beantwoorden haar vraag of alles goed gaat, met dat er niets aan de hand is. Sinterklaas geeft daarop aan dat ie het wel fijn vindt dat er een keertje niets aan de hand is. Wellespiet loopt naar de kamer waar Piet de smeerpoets druk bezig is met het strijken van de albe, hij strijkt de albe zo heet dat hij er een gat in brandt, maar zegt tegen Wellespiet dat er niets aan de hand is. Wellespiet laat zien dat alle belangrijke kledingstukken klaarliggen in de kast van Sinterklaas, waaronder de staf, tabberd, mijter en ook schoenen. Dan opent ie het deurtje waar het grote boek moet liggen, maar daar ligt niets. Daarop roepen Wellespiet en Piet de smeerpoets uit dat ze het grote boek van Sinterklaas zijn vergeten.
In de tweede aflevering bedenkt Hoofdpiet een oplossing voor het vergeten van het grote boek van Sinterklaas. Hij heeft een nieuw, leeg boek en wil dat met de namen van alle kinderen vullen. Kinderen worden uitgenodigd om hun naam op te schrijven via de site. 
Jeroen is op weg naar het nieuwe grote Pietenhuis. Hij denkt het te hebben gevonden, maar opnieuw is dit al in gebruik door een ander tv-programma. Ook in de verdere pogingen blijken de huizen steeds in gebruik voor andere tv-programma’s.
Uiteindelijk blijkt het huis van de familie van Ramp tot Overmaat beschikbaar omdat ze naar Portugal vertrekken om daar een camping te beginnen, zo komt er toch een grote pietenhuis voor de Sint en zijn pieten vrij.
Nadat de Sint en de Pieten zijn aangekomen in het Grote Pietenhuis, geven de pieten aan dat ze ook graag hun schoen willen zetten.  Hoofdpiet is het hier niet mee eens waardoor de pieten stoppen met het vullen van schoenen, de pieten gaan in staking. Eerst is er een langdurig overleg, maar hoofdpiet en de pieten komen er niet uit. Daarop vraagt Sinterklaas of iedereen in Nederland wil stemmen of Pieten ook hun schoen mogen zetten. Deze stemming vindt op 22 november 2023 plaats, tegelijk met de Tweede Kamerverkiezingen 2023.
In de tussentijd is het grote boek nog steeds kwijt. Ook is er een mysterieuze man die eerst verkleed is als ridder, later als brandweerman en ook als bakker, conducteur, bouwvakker en boef. Het blijkt Boekpiet te zijn die Sinterklaas wil ontlopen. Hij had eerder het grote boek in een kluis in het nieuwe pietenhuis gestopt en was vervolgens de code vergeten. Deze bleek in de zak van zijn pietenpak te zitten.

## Rolverdeling
| Rol                                                  | Naam                    |
| ---------------------------------------------------- | ----------------------- |
| presentatrice                                        | Dieuwertje Blok         |
| verslaggever                                         | Jeroen Kramer           |
| verslaggeefster                                      | Rachel Rosier           |
| Sinterklaas                                          | Stefan de Walle         |
| Hoofdpiet                                            | Niels van der Laan      |
| Wellespiet                                           | Dick van den Toorn      |
| Boekpiet                                             | Marc Nochem             |
| Reservepiet                                          | Pim Muda                |
| Vergeetpiet                                          | John Jones              |
| Malle Pietje                                         | Owen Schumacher         |
| Verdwaalpiet                                         | Mingus Dagelet          |
| Proefpiet                                            | Leon van der Zanden     |
| Piet de Smeerpoets                                   | Han Oldigs              |
| Rijmpiet                                             | Jeroen Spitzenberger    |
| Chocopiet                                            | Rosa da Silva           |
| Rijmpiet                                             | Jip Smit                |
| Jan Boel                                             | Bert Visscher           |
| Helma Boel                                           | Brigitte Kaandorp       |
| Gastrollen                                           |                         |
| inwoner Gorinchem                                    | Diederik Gommers        |
| kapitein stroomboot                                  | Peter Heerschop         |
| moeder voor speelgoedwinkel                          | Dionne Stax             |
| Heel Holland Bakt                                    | André van Duin          |
| Heel Holland Bakt                                    | Robèrt van Beckhoven    |
| Heel Holland Bakt                                    | Janny van der Heijden   |
| Het Familiediner                                     | Bert van Leeuwen        |
| burgemeester Gorinchem                               | Reinie Melissant-Briene |
| Angela                                               | Yora Rienstra           |
| We zijn er Bijna!                                    | Martine van Os          |
| Kopen Zonder Kijken                                  | Martijn Krabbé          |
| Kopen Zonder Kijken                                  | Bob Stoop               |
| Kopen Zonder Kijken                                  | Bob Sikkes              |
| Kopen Zonder Kijken                                  | Alex van Keulen         |
| Kopen Zonder Kijken                                  | Roos Reedijk            |
| conducteur veerpont                                  | Erik de Zwart           |
| Lodewijk en Jacqueline van Ramp tot Overmaat         | Jurjen van Loon         |
| Lodewijk en Jacqueline van Ramp tot Overmaat         | Christine de Boer       |
| oude mensen                                          | Hans Croiset            |
| oude mensen                                          | Jenny Arean             |
| klanten bakker                                       | Nadia Moussaid          |
| klanten bakker                                       | Marcel van Roosmalen    |
| klanten bakker                                       | Numidia                 |
| klanten bakker                                       | Joshua Nolet            |
| klanten bakker                                       | Rondé                   |
| Chinees restaurant De Gulden Middenweg               | Jeroen Woe              |
| politiek verslaggevers                               | Xander van der Wulp     |
| politiek verslaggevers                               | Wouter de Winther       |
| politiek verslaggevers                               | Marleen de Rooy         |
| politiek verslaggevers                               | Floor Bremer            |
| politiek verslaggevers                               | Marieke van de Zilver   |
| politiek verslaggevers                               | Sam Hagens              |
| politiek verslaggevers                               | Fons Lambie             |
| politiek verslaggevers                               | Marieke Smits           |
| Floris van Gissen van onderzoeksbureau Grotegok      | Andries Tunru           |
| pianist Cornelis Klavier                             | Roel van Velzen         |
| buurvrouw van Cornelis Klavier                       | Angela Groothuizen      |
| treinpassagier                                       | Nettie Blanken          |
| hoofdconducteur                                      | Wouter Koolmees         |
| vader Hans en moeder Miriam                          | Sinan Eroglu            |
| vader Hans en moeder Miriam                          | Leonie ter Braak        |
| Henk van de Klugt                                    | Steven Brunswijk        |
| Francine van de Klugt                                | Lisa Loeb               |
| mensen op straat                                     | Peter Bolhuis           |
| mensen op straat                                     | Hila Noorzai            |
| mensen op straat                                     | Sofie van den Enk       |
| mensen op straat                                     | Roel Maalderink         |
| bouwvakkers (cast van de musical Mamma Mia!)         | René van Kooten         |
| bouwvakkers (cast van de musical Mamma Mia!)         | Dennis Willekens        |
| bouwvakkers (cast van de musical Mamma Mia!)         | Barry Beijer            |
| spellenclub Het vrolijke kwartet                     | Arjen Lubach            |
| spellenclub Het vrolijke kwartet                     | Diederik Smit           |
| spellenclub Het vrolijke kwartet                     | Jonathan van het Reve   |
| mensen die de verdwenen Sinterklaas willen vervangen | Henk Westbroek          |
| mensen die de verdwenen Sinterklaas willen vervangen | Edwin Rutten            |
| mensen die de verdwenen Sinterklaas willen vervangen | Nol Havens              |
| mensen die de verdwenen Sinterklaas willen vervangen | Hanneke Groenteman      |
| mensen die de verdwenen Sinterklaas willen vervangen | Horace Cohen            |
| mensen die de verdwenen Sinterklaas willen vervangen | Frits Lambrechts        |
| mensen die de verdwenen Sinterklaas willen vervangen | Stefan de Walle         |
| Meneer en mevrouw Hakketak                           | Martijn Kardol          |
| Meneer en mevrouw Hakketak                           | Marlijn Weerdenburg     |
| Speculasies                                          |                         |
| presentator                                          | Thomas van Luyn         |
| Floris van Gissen van onderzoeksbureau Grotegok      | Andries Tunru           |
| Jaap van Stamelen                                    | René van 't Hof         |
| Richard van der Zwets                                | Patrick Stoof           |
| Melanie Monter                                       | Bianca Krijgsman        |
| Yvonne Kletsmeijer                                   | Stephanie Louwrier      |
| Sidekick Stephanie                                   | Stephanie van Eer       |
| De Grote Pietenhuis Band (The Kik)                   | Dave von Raven          |
| De Grote Pietenhuis Band (The Kik)                   | Marcel Groenewegen      |
| De Grote Pietenhuis Band (The Kik)                   | Ries Doms               |
| De Grote Pietenhuis Band (The Kik)                   | Arjan Spies             |
| De Grote Pietenhuis Band (The Kik)                   | Paul Zoontjens          |

## Trivia
- De hoofdpiet sprak teksten die Mark Rutte ook heeft gebruikt gedurende zijn regeerperiode, waaronder een uitspraak dat hij geen actieve herinnering had aan iets wat een dag daarvoor gebeurde. Tijdens de staking van de pieten kwam hij op de fiets naar het pietenhuis en at daarbij een appel.
- Acteur Stefan de Walle had een dubbelrol. Naast zijn normale rol als Sinterklaas had hij ook een rol als kandidaat voor Sinterklaas toen die verdwenen was. Ook Frits Lambrechts die tien jaar lang hoofdpiet is geweest was kandidaat. De eerste drie kandidaten die een dag eerder verschenen hadden in het verleden alle drie een sinterklaaslied gezongen; Henk Westbroek het lied Sinterklaas, wie kent hem niet; Edwin Rutten samen met Kinderen voor Kinderen het lied Ik ben toch zeker Sinterklaas niet; Nol Havens met VOF de Kunst meerdere liedjes waaronder De zak van Sinterklaas.
- Dit zou het laatste seizoen zijn dat Dieuwertje Blok presenteerde. Wegens de ziekte en het uiteindelijke overlijden van Blok zou de presentatie vanaf 2024 worden overgenomen door Merel Westrik.

2001 · 2002 · 2003 · 2004 · 2005 · 2006 · 2007 · 2008 · 2009 · 2010 · 2011 · 2012 · 2013 · 2014 · 2015 · 2016 · 2017 · 2018 · 2019 · 2020 · 2021 · 2022 · 2023 · 2024